# Cisticole russule
Cisticola troglodytes
Espèce
Statut de conservation UICN

 LC  : Préoccupation mineure
La Cisticole russule (Cisticola troglodytes) est une espèce africaine de passereaux de la famille des Cisticolidae.

## Répartition
Son aire disjointe s'étend de l'ouest de la république centrafricaine et le sud du Tchad à l'ouest de l'Éthiopie.

## Liste des sous-espèces
Selon GBIF (12 juillet 2025) :
- Cisticola troglodytes ferrugineus Heuglin, 1864
- Cisticola troglodytes troglodytes (Antinori, 1864)

## Dénominations
Ce taxon porte en français les noms vernaculaires ou normalisés suivants : Cisticole russule, Cisticole grisâtre.

## Systématique
Le nom valide complet (avec auteur) de ce taxon est Cisticola troglodytes (Antinori, 1864).